# 元祖西遊記スーパーモンキー大冒険
『元祖西遊記スーパーモンキー大冒険』（がんそさいゆうきスーパーモンキーだいぼうけん）は、バップが1986年11月21日に発売したファミリーコンピュータ用のゲームソフトである。
ジャンルはアクションRPGである。なお、発売当時のチラシには、「ロールプレイング・アドベンチャーゲーム」と記載されている。

## 概要
プレイヤーが三蔵法師や孫悟空らを操作し、天竺を目指すRPG。「キャラクターの成長要素」はこの作品には皆無である為、RPG的要素は少ない。『西遊記』の時代の中国を冒険できるアドベンチャーRPGであるが、なぜかスタート地点は台湾である。マップは時間経過によって昼と夜が切り替わるほか、携えている水・食料も時間経過に応じて減少し、ゼロになると一行の体力が減り始める。水を失うと玉龍と沙悟浄、食料を失うと三蔵法師、悟空、猪八戒の体力が少しずつ減少するが、これらは民家で補給可能。移動のスピードは遅い。

## ゲーム内容
ゲーム内にはまったくと言って良いほどヒントが出てこず、次の目的地・目標は何なのかが分からない状況で一行を操作していかなければならない。大陸間の移動などにはワープゾーンを利用するが、そのワープゾーンの場所は画面に表示されないので手探りで探さなければならない。
戦闘モードでは、悟空が操作対象であり、Aボタンで如意棒による攻撃、Bボタンでジャンプする。基本的に、如意棒をひたすら振り回していれば敵の攻撃はほとんど通らず、水・食料さえあれば戦闘後にダメージも少しずつ回復するため、戦闘自体の難度はさほど高くない（悟空が死亡すると、他のキャラクターに操作対象が替わるが、悟空以外はほぼ役に立たず攻略は絶望的）。ただし、らせつ女などを例外として、戦闘に勝ったところで得点など得るものもまた何もない。戦闘の速度は基本的に早い。全員の体力が尽きると「ああ しんじゃった!」と表示されゲームオーバーとなりタイトルに戻される。
ゲームを続きから再開する事は可能だが、セーブやパスワードは存在せず、タイトル画面でコマンドを正しく入力する必要がある。コマンドは特定の場所で表示されるが、それに関する説明や表示はゲーム中には一切無い。その上、入力の仕方も特殊である。

## 設定

### ストーリー
遥か遠い昔、中国において三蔵法師という徳の高い僧が、お経を取りに行くため天竺の釈迦のところへと旅立つことになった。その最中、花果山という名高い山で生まれた孫悟空と遭遇する。孫悟空は日ごろの行いが悪いため、観音によって石の牢屋に閉じ込められていた。孫悟空は天竺に向かう僧に随行するのであれば、牢屋から解放されると告げられていた。孫悟空は500年ぶりに石の牢屋から解放され、三蔵法師とともに天竺を目指すこととなった。

### 舞台
民家
主におじいさんか村娘が住むが、場所によっては幽霊の巣窟であったり、空き家の場合もある。
水や食料があればこれを補給できる。
都
六角形を描くように家が並ぶ。天竺を除けば、入ると地名が表示されたのち兵士に襲われるだけで、水や食料の補給はできない。
ワープゾーン
下り階段のように描かれた地点。入ると遠く離れた地点へワープする。
時の門（ときのもん）
マップ上の道を閉ざす巨大な門。夜間のみこれが開くが、夜になった瞬間に門が画面内にある場合は、一旦画面外に出さなければ開かない。
火えん山（かえんざん）
マップ西端中央部の山岳地帯。他の地形と明確な描き分けは為されていないが、らせつ女を倒していない場合、この地帯ではゴーッという炎の音とともに画面全体に赤いエフェクトがかかり、水と体力を徐々に消耗していく。

## キャラクター

### 三蔵法師一行
アクション画面では、悟空以外のキャラクターは一度に2体まで順次増援として現れ、オート操作によって戦うがほとんど戦力にならない。
増援の優先順位は猪八戒、沙悟浄、玉龍、三蔵法師となる。悟空が死んだ場合も、この順番で操作キャラクターが替わる。対象キャラクターが増援で登場済みの場合はその戦闘中のみさらにその次のキャラクターに替わる。
操作時とオート時のどちらでも、全ての味方キャラクターは接触による敵への攻撃判定を持つが、敵も接触によるダメージ判定を持つので相打ちの形になりこちらの体力も削られる。悟空以外は攻撃動作を持たずそれしか攻撃方法が無い。
全ての味方キャラクターが空中でBボタンを押すときんと雲に乗って空中移動状態になる。
孫悟空（そんごくう）
花果山という名高い山で生まれる。日頃の行いが悪かったため、観音さまに石の牢屋に閉じ込められていたが、三蔵法師のお供となることで500年ぶりに解放される。武器は如意棒。Aボタンで振る事ができ、動作中は無敵。
スタートボタンを押すと龍変化の術により龍に変身でき、この姿では口から火の玉を飛ばせるが、水を大きく消費する。
玉龍（ぎょくりゅう）
マップ画面では馬の姿だが、アクション画面では真の姿の龍となり、悟空の戦闘を助ける。悟空の龍変化と違って火の玉を飛ばせない。
猪八戒（ちょはっかい）
スタート地点から中国大陸へ渡った直後、仲間にできる。馬鍬を持っているが攻撃動作は無い。
沙悟浄（さごじょう）
猪八戒のいる地点から更に北へ行くと、仲間にできる。半月刃（はんげつじん）の宝杖を持っているが攻撃動作は無い。
三蔵法師（さんぞうほうし）
天竺を目指す僧侶。武器はなく、全くの丸腰。

### 味方
おじいさん
村娘（むらむすめ）
どちらも民家の中にいるキャラクター。三蔵法師一行に水や食料を提供し、旅のヒントも与えてくれる。
鳳凰（ほうおう）
マップ上の特定の地点に隠れている巨大キャラクター。発見すると、戦闘不能の仲間も含めて全員の体力が全回復し、水・食料も補給される。少なくとも4ヶ所が確認されている。

### 敵
ダケツ
二足歩行するワニのような顔の敵。体表は緑。
マコウ
ダケツの色違いであり、これの強化版。体表は青。
龍王（りゅうおう）
ダケツ、マコウ達の親分。口から火の玉を吐いて攻撃してくる。
カバナリ
カバのような顔を持つ小型の敵。槍を携えており、動きがとても速い。
笑鬼（しょうき）
翼の生えた小型の敵。夜間のみに現れるが、動きが速い。
羽民（いえみん）
大きな翼を持つ敵。赤い羽民Aと青い羽民Bがいる。
夜間になると、出現率が高くなる。
岩男（いわおとこ）
岩のような姿の敵。足の生えた岩男Aと足のない岩男Bがいる。
主に砂漠地帯に現れる。
牛魔（ぎゅうま）
二足歩行する牛のような敵。黄色の牛魔Aと赤い牛魔Bがいる。
牛魔王（ぎゅうまおう）
『西遊記』における強敵の筈だが、本作では小型の敵の一種として現れる。ただし、その強さは侮れない。
こうがいじ
全身が炎に包まれたような敵。牛魔王と同じく、小型の敵の中では後半の強敵となる。
兵士（へいし）
弓矢で攻撃してくる敵。青い兵士Aと黄色い兵士Bがいる。
にせ悟空（ - ごくう）
その名の通り、悟空の偽者。外見上の違いは全くない。
幽霊（ゆうれい）
一部の民家に複数で潜む敵。全て倒さない限り、その家からは出られない。
らせつ女（ - じょ）
マップ北西はずれの民家に住む。これを倒せば、火えん山を通る際にダメージを受けなくなる。

### ボスキャラクター
道中の要所で待ち構える、大型の敵。いずれも身長が画面の2/3ほどもあり、倒すには弱点を一定数攻撃する必要がある。
銀角（ぎんかく）
長州の都附近に潜む。にせ悟空の集団を護衛としており、足元にいる相手を踏みつけて攻撃するが、空中への攻撃手段は持たない。
弱点は頭。
金角（きんかく）
タクラマカン砂漠附近に潜む。護衛が兵士Bの集団になっている点を除けば、攻撃パターンや弱点は銀角と同一。
混世魔王（こんせいまおう）
『西遊記』における最初の敵だが、本作ではボスキャラクターの三番手として、火えん山の向こうで一行を待ち受ける。一定時間ごとに身体が消失し、頭と両手だけの姿で攻撃してくる。
弱点は頭と胸元であり、両方を攻撃しなければ倒せない。

## 開発
本作の開発元は、タイトーの子会社だったCG制作会社のテクノクエストである。当時はCG制作が高コストである事やCG自体の需要が低いため、受注量が少なく赤字が続いていたが、タイトーの創立者であるミハイル・コーガンが後ろ盾となっていたため会社は存続出来ていた。しかし、1984年2月5日にコーガンが死去した事により会社存続の危機に陥り、新たな収入源として会社が注目した事業がゲーム制作である。
テクノクエストでは既にMSX用レーザーディスクゲーム『ロ－リングブラスター』（1985年）の映像とプログラムを開発しており、この作品の評価が高かった事から次のゲーム作品として本作が企画された。この新規作品の開発担当には当時新人だった高瀬俊一が抜擢された。『夢幻の心臓』（1984年）などのパソコンRPGに傾倒していた高瀬によってRPGとして制作される事が決定された。開発スタッフは企画の高瀬に加えデザイナー、プログラマーの3名で進められた。高瀬以外のスタッフは公募にて選出され、プログラマーが『ウルティマ』（1981年）のファンだった事から、作品内に昼夜および水、食料の概念が入れられた。
高瀬は本作に関して後悔の念があると言い、「『ゲームが好きという事と、ゲームを作れるという事は全く違う』という事を心底思い知らされた作品」、「企画とかアイデアは浮かんでも、それを現実の製品として落とし込む能力が欠けていた」、「本来没になるべき作品がそのまま世に出てしまった」と語っている。高瀬はその後タイトーに出向し、『バブルボブル』（1986年）や『レインボーアイランド』（1987年）のファミリーコンピュータへの移植を担当した他、アスク講談社へと移籍し『ネクロスの要塞』（1990年）や『百の世界の物語』（1991年）においてディレクターを担当した。
デザイナーの中島薫は元々ゲーム作品を手掛けていたスタッフであり、『バルトロン』（1986年）のグラフィックなどを手掛けていた。性格的には温厚で人畜無害の人物ながら、下ネタを愛好するあまり作品中に隠しメッセージとして卑猥な文章を挿入してしまったという。中島は本作の後に『Dr.トッペル探検隊』（1988年）、『エイリアンズ』（1990年）などを手掛けている。

## 評価
- ゲーム誌『ファミリーコンピュータMagazine』の読者投票による「ゲーム通信簿」での評価は以下の通りとなっており、16.31点（満30点）となっている[3]。

| 項目 | キャラクタ | 音楽 | 操作性 | 熱中度 | お買得度 | オリジナリティ | 総合  |
| 得点 | 2.67       | 2.98 | 2.63   | 2.83   | 2.60     | 2.60           | 16.31 |

- ゲーム本『仰天B級ゲームの逆襲』（1998年、二見書房）では下記の評価を下しており、「ほとんど変化のない画面が延々続く」、「マップの感じとか、あとワープゾーンをくぐって移動するところなんか『ウルティマ』そのもの」、「（画期的な要素として）斜めに進むことができる」と評している[6]。

| 項目 | イマウケ度 | カルト度 | グラフィック | オリジナリティー | ハラダチ度 | インパクト |
| 得点 | 星5 / 5    | 星5 / 5  | 星5 / 5      | 星4 / 5          | 星5 / 5    | 星4 / 5    |

- ゲーム誌『CONTINUE』では、「三蔵法師と悟空はプロローグのプの字もないまま荒野の島で放置プレイ」、「民家に入れば、住民から『なかまをおさがしなさい』という『言われなくても』なアドバイス」、「西遊記の醍醐味を極力排除した怪作」と評している[7]。

## その他
4大特典
本作の説明書には以下に応募できる応募券が4つ付属しており、本作の広告記事や説明書内でこれらを『4大特典』としていた。
1. 日本テレビのテレビ番組『歌のトップテン』の観覧入場券 (抽選で2000名)
2. テレホンカード (抽選で1000名)
3. 本作のゲーム体験をもとにしたオリジナル劇画を募集、優秀者にはシャープのCDラジカセなどを進呈
4. 公式大会「天竺ファミコンゲーム駅伝」への参加

公式大会
本作発売後の1987年2月〜3月にかけて、バップ公式のゲーム大会「天竺ファミコンゲーム駅伝」が行われた。2人1組で、本作を天竺までクリアするまでのタイムを競うというルールである。旭川（北海道）、新潟、関東（東京）、静岡、中京（名古屋）、大阪、広島、福岡、熊本、山形の各地で地区予選大会が行われ、各地を勝ち抜いた参加者は、同年3月30日に東京ヒルトンインターナショナルで行われた中央大会に招待された。入賞者には、楯やラジカセ、ツインファミコン、テレビなどの商品が贈られた。大会の告知や様子は当時のファミコン通信誌内で行われた。中央大会は南九州地区のチームが優勝し、クリアタイムは30分19秒であった。
なお、本作の説明書内でも本大会が予告され、応募券が綴じ込まれていたが、大会名は「天竺親子ファミコンゲーム駅伝大会」とされており、親子での参加が条件としていた。実際の開催では親子という条件はなかった。
隠しメッセージ
後年、ロム内のグラフィックデータ部分に、前述した開発スタッフの中島薫が仕込んだとされる、ゲームとは全く無関係で下品な文章が入っていることが判明した。
このメッセージは通常プレイでは表に出ることはなく、発売から20年近く一般には知られることがなかった。そのため、メッセージの発覚後には、インターネット上の掲示板やニュースサイトなどで取り上げられ話題となった。
攻略本
元祖西遊記スーパーモンキー大冒険完全攻略テクニックブック ISBN 4886580165
1986年12月発売。出版社は徳間コミュニケーションズ（現・徳間ジャパンコミュニケーションズ）。